# Cheshire
Cheshire er et grevskab i England med Chester som administrationsby. Grevskabet tilhører regionen North West England og grænser op til Merseyside, Stor-Manchester, Derbyshire, Staffordshire og Shropshire samt det walisiske grevskab Clwyd. Pr. 2002 boede der 986.079 indbyggere i grevskabet, som totalt dækker et areal på 2.343 km².
Cheshire er opdelt i fire områder; Cheshire East, Cheshire West and Chester, Halton og Warrington. Den største by er Warrington, mens Chester er county town.

## Byer
| #  | By             | Council area              | Indbyggertal | Indbyggertal | Indbyggertal |
| #  | By             | Council area              | 2001         | 2011         | 2021         |
| -- | -------------- | ------------------------- | ------------ | ------------ | ------------ |
| 1  | Warrington     | Warrington                | 157,860      | 165,456      | 174,954      |
| 2  | Chester        | Cheshire West and Chester | 81,650       | 86,011       | 92,742       |
| 3  | Crewe          | Cheshire East             | 67,760       | 71,722       | 74,123       |
| 4  | Runcorn        | Halton                    | 60,320       | 61,789       | 61,635       |
| 5  | Widnes         | Halton                    | 55,680       | 61,464       | 59,939       |
| 6  | Ellesmere Port | Cheshire West and Chester | 62,510       | 61,090       | 65,421       |
| 7  | Macclesfield   | Cheshire East             | 54,440       | 56,581       | 54,340       |
| 8  | Northwich      | Cheshire West and Chester | 42,820       | 45,471       | 50,531       |
| 9  | Winsford       | Cheshire West and Chester | 29,440       | 30,259       | 35,000       |
| 10 | Wilmslow       | Cheshire East             | 34,090       | 35,945       | 26,000       |
| 11 | Congleton      | Cheshire East             | 25,510       | 26,178       |              |
| 12 | Sandbach       | Cheshire East             | 17,630       | 17,976       |              |
| 13 | Nantwich       | Cheshire East             | 13,450       | 17,226       |              |
| 14 | Poynton        | Cheshire East             | 15,442       | 15,282       |              |
| 15 | Neston         | Cheshire West and Chester | 15,018       | 15,064       |              |
| 16 | Middlewich     | Cheshire East             | 13,100       | 13,595       |              |
| 17 | Alsager        | Cheshire East             | 14,178       | 13,347       |              |
| 18 | Knutsford      | Cheshire East             | 12,656       | 13,191       |              |
| 19 | Lymm           | Warrington                | 9,830        | 11,608       |              |
| 20 | Frodsham       | Cheshire West and Chester | 8,908        | 9,032        |              |
| 21 | Bollington     | Cheshire East             | 6,880        | 7,373        |              |
| 22 | Culcheth       | Warrington                | 6,730        | 6,708        |              |
| 23 | Weaverham      | Cheshire West and Chester | 6,293        | 6,087        |              |
| 24 | Holmes Chapel  | Cheshire East             | 5,669        | 5,605        |              |
| 25 | Helsby         | Cheshire West and Chester | 4,911        | 5,166        |              |
| 26 | Haslington     | Cheshire East             | 5,075        | 4,855        |              |